# Amendă
O amendă este o sancțiune penală sau administrativă ce constă în plata unei sume de bani fixată în prealabil de către lege. 

## Regim juridic

### Posibilitatea de a nu plăti o amendă
În cele mai multe sisteme juridice, amenda poate să nu fie plătită în cazul dezincriminării. Mai precis, în cazul în care o persoană este condamnată la închisoare pentru o anumită infracțiune, însă ulterior legea penală este schimbată, iar pedeapsa cu închisoarea este înlocuită cu plata unei amenzi, în funcție de perioada petrecută în spatele gratiilor, inculpatul poate să plătească o sumă mai mică sau chiar deloc.